# Альфред Адлер
Альфре́д А́длер (нім. Alfred Adler; нар. 7 лютого 1870, Відень — пом. 28 травня 1937, Абердин) — австрійський психіатр і психолог, послідовник 3игмунда Фрейда, засновник індивідуальної психології. Автор близько 300 книг та статей.

## Психологія Адлера
Рушійною силою психіки Адлер вважав «прагнення до влади». Це прагнення нібито виникає з «почуття неповноцінності». За Адлером весь процес формування особистості, її характеру є результатом протесту проти цієї «неповноцінності». Ці твердження Адлера перекликаються з вченням Фрідріха Ніцше про «волю до влади».

## Основні роботи
- «Практика і теорія індивідуальної психології» (Praxis und Theorie der Individualpsychologie, 1920);
- «Проблеми людської природи» (Problems of Human Nature, 1929);
- «Наука життя» (The Science of Living, 1929);
- «Стиль життя» (The Pattern of Life, 1930);
- «Соціальні інтереси: виклик людству» (Social Interest: A Challenge to Mankind, 1938);
- «Перевага і соціальні інтереси» (Superiority and Social Interest, 1964).